# 横斑腹小鸮
横斑腹小鸮（学名：Athene brama）是一种小型鸮形目鸟类，隶属于鸱鸮科小鸮属。

## 形态特征
体长约20cm。面盘不明显，没有耳簇羽。背部灰褐色至棕褐色，具有白色斑点，头顶斑点较细密。眉纹和两眼间白色。两肋具有褐色横斑，腹中部为纯白色。虹膜金黄色，嘴角绿色。

## 分类
横斑腹小鸮包含4个亚种：
- 横斑腹小鸮伊朗亚种 Athene brama albida  Koelz, 1950
- 横斑腹小鸮指名亚种 Athene brama brama Temminck, 1821
- 横斑腹小鸮印度亚种 Athene brama indica Franklin, 1831
- 横斑腹小鸮西南亚种 Athene brama pulchra Hume, 1873

另外也有若干亚种未被广泛接受。